# La Corde de sable
Pour plus de détails, voir Fiche technique et Distribution.
La Corde de sable (titre original : Rope of Sand) est un film américain réalisé par William Dieterle, sorti en 1949.

## Synopsis
Mike Davis, un guide, découvre une cache de diamants dans une région éloignée d'Afrique du Sud. Après l'avoir fait torturer en vain par son chef de la sécurité afin qu'il révèle l'emplacement de cette cache, le patron d'une compagnie de diamants tente alors d'arriver à ses fins en engageant une femme pour séduire Davis.

## Fiche technique
- Titre original : Rope of Sand
- Réalisation : William Dieterle
- Scénario et histoire : Walter Doniger et John Paxton (dialogues additionnels)
- Directeur de la photographie : Charles B. Lang Jr.
- Montage : Warren Low
- Musique : Franz Waxman
- Costumes : Edith Head
- Production : Hal B. Wallis
- Genre : Film d'aventures
- Pays de production :  États-Unis
- Durée : 104 minutes
- Date de sortie :
  - États-Unis : 3 août 1949
  - France : 28 mars 1950

## Distribution
- Burt Lancaster (VF : Jean Martinelli) : Mike Davis
- Paul Henreid (VF : Claude Péran) : Commandant Paul G. Vogel
- Claude Rains (VF : Abel Jacquin)  : Martingale
- Corinne Calvet (VF : Paula Dehelly) : Suzanne
- Peter Lorre (VF : Serge Nadaud) : Toady
- Kenny Washington : John
- Sam Jaffe (VF : Maurice Nasil) : Docteur Hunter
- Mike Mazurki (VF : Jean Clarieux) : Pierson
- John Bromfield (VF : Raymond Loyer) : Thompson, le garde
- Edmund Breon (VF : Allan-Dhurtal) : Le président
- Hayden Rorke (VF : Pierre Leproux) : Ingram
- David Thursby (VF : Pierre Michau) : Henry, le barman

Acteurs non-crédités :
- Everett Brown : Le chef Batsuma
- Joel Fluellen : Un indigène
- Georges Renavent (VF : Paul Forget) : Jacques, le maître-d'hôtel
- Kenneth Hunter (VF : Émile Drain) : Sponson, un membre du comité
- Harry Cording (VF : Jean Brunel) : le garde apportant le permis de sortie de Pierson
- Nestor Paiva : le capitaine du bateau
- Rodd Redwing (VF : Stéphane Audel) : Oscar, le barman
- Trevor Ward (VF : Henry Valbel) : le standardiste